# فرد چنل
فرد چنل (انگلیسی: Fred Channell; ۵ مهٔ ۱۹۱۰ – ۱۹۷۵ (۶۴−۶۵ سال)) بازیکن فوتبال اهل بریتانیا بود.
از باشگاه‌هایی که در آن بازی کرده‌است می‌توان به باشگاه فوتبال تاتنهام هاتسپر اشاره کرد.